# Korak
Korak is de 'apennaam' van John 'Jack' Clayton, de zoon van de personages Tarzan en Jane uit de boeken van Edgar Rice Burroughs. 
Net als zijn ouders verscheen hij voor het eerst in de boeken van Burroughs, om vervolgens uit te groeien tot een karakter dat ook een rol speelt in diverse in films, strip- en comictitels. Korak werd voor het eerst opgevoerd als baby in het verhaal The Eternal Lover, dat in 1914 en 1915 in twee delen werd gepubliceerd in het tijdschrift All-Story Weekly en in 1925 als complete roman. Daarin speelden Tarzan en zijn familieleden bijrollen.

## Levensloop
Na zijn introductie verscheen Korak voor de tweede keer in het verhaal The Beasts of Tarzan dat als derde Tarzan-boek uitkwam. Hierin was hij nog steeds een baby. Korak groeide op en ging weer in het oerwoud wonen in het vierde Tarzan-boek The Son of Tarzan. Hierin nam hij voor het eerst de naam Korak aan, dat in de taal van de mensapen in de boekenserie 'doder' betekent. In datzelfde verhaal ontmoet hij Meriem, met wie hij trouwt.
Korak keert terug in de Tarzanboeken in deel acht tot en met tien, Tarzan the Terrible, Tarzan and the Golden Lion en Tarzan and the Ant Men. In het laatstgenoemde deel blijken Meriem en hij ouders te zijn geworden van zoon Jackie. Later verschijnt in de boekenserie Bunduki van J. T. Edson een hoofdpersonage genaamd Dawn, dat wordt opgevoerd als Koraks en Meriems kleindochter. Bunduki is de bijnaam van hoofdpersonage James Allenvale Gunn, de geadopteerde zoon van Tarzan en Jane en daarmee Koraks aangenomen broer.

## Korak in andere media

### Films
Korak verscheen voor het eerst als filmpersonage in de stomme film The Son of Tarzan uit 1920. Daarin wordt hij als kind gespeeld door Gordon Griffith en als volwassene door Kamuela C. Searle. Hij maakt geen deel uit van de Tarzanfilms waarin Johnny Weissmuller de hoofdrol speelt. Daarin hebben Tarzan en Jane alleen een geadopteerde zoon genaamd Boy.

### Comics
Engelstalig

In de Tarzan-comicserie van uitgeverij Dell Comics uit de jaren 50 van de twintigste eeuw, heette de zoon van Tarzan oorspronkelijk ook Boy. De delen hiervan waren deels gebaseerd op de boeken van Burroughs en deels op de inhoud van de films. In de jaren 60 werd de serie trouwer aan Burroughs, verdween Boy en verscheen Korak ook hierin als zoon van Tarzan en Jane. Daarnaast kreeg hij ook zijn eigen naar hem genoemde serie. Uitgeverij Gold Key Comics gaf vervolgens van 1964 tot en met 1972 nummers #1 tot en met 45 van de serie Korak, Son of Tarzan uit, waarna DC Comics de rechten overnam en de serie onder dezelfde titel vervolgde tot en met nummer #59. DC doopte de reeks in 1974 om tot Tarzan Family en stopte de serie na nummer #66.
Nederlandstalig

De comicserie Korak verscheen ook in Nederlandse vertaling bij uitgeverij Classics/Williams, van 1966 tot en met 1978 als Korak Classics (145 delen) en van 1973 tot en met 1977 ook als Korak Album (tien delen).
Tot de mensen die Korak tekenden behoren onder meer Russ Manning, Mike Arens, Warren Tufts, Doug Wildey, Nat Edson, Alberto Giolitti, Mike Royer, Sparky Moore en Dan Spiegle (voor Gold Key), Joe Kubert (covers) Frank Thorne, Murphy Anderson, Rudy Florese en James Sherman (voor DC Comics). De verhalen hierbij werden geschreven door onder andere Gaylord DuBois (voor Gold Key), Len Wein, Joe Kubert, Robert Kanigher en Tony Isabella (voor DC Comics).